# Georg Behlau
Georg Behlau (* 8. März 1969 in Aachen) ist ein deutscher Sportfunktionär. Er war Leiter des Büros der deutschen Fußballnationalmannschaft.
Nach dem Abitur in Stolberg studierte Behlau in Köln Sport und Geschichte auf Lehramt. Das Oberbayerische Volksblatt behauptete, er habe auch Theologie studiert. Im Jahr 1995 legte er das erste und 1997 das zweite Staatsexamen in Sport und Geschichte ab.
Von März 1998 bis November 2018 war er für den Deutschen Fußball-Bund tätig. Nach der Fußball-EM 2004 wurde er unter Jürgen Klinsmann zum Leiter des Büros der Nationalmannschaft befördert. Er kümmert sich unter anderen um Reisen und Turnierplanung der A-Nationalmannschaft. Größere Bekanntheit erlangte er durch provokante Jubelgesten bei der Fußball-WM 2018, für die er von der FIFA zur Zahlung von 5000 Schweizer Franken (4340 Euro) verurteilt wurde. Im Anschluss wurden Vorwürfe laut, dass Behlau wiederholt seine Funktion im DFB benutzt habe, um dem gleichzeitig von ihm geleiteten Verein VfR 07 Limburg, dessen Vorsitzender er im März 2018 geworden war, Vorteile zu verschaffen. Der DFB leitete daher eine interne Untersuchung gegen ihn ein. Obwohl die Ermittlung die Vorwürfe weitgehend entkräftete und Behlau lediglich eine Abmahnung erhielt, trat er am 2. November 2018 als Vereinsvorsitzender des VfR 07 Limburg zurück.